# Kakkaladoddi, Mulbagal
Kakkaladoddi là một làng thuộc tehsil Mulbagal, huyện Kolar, bang Karnataka, Ấn Độ.